# Paramphistomum cervi
Paramphistomum cervi är en plattmaskart. Paramphistomum cervi ingår i släktet Paramphistomum och familjen Paramphistomatidae. Inga underarter finns listade i Catalogue of Life.